# حارة الطوارئ

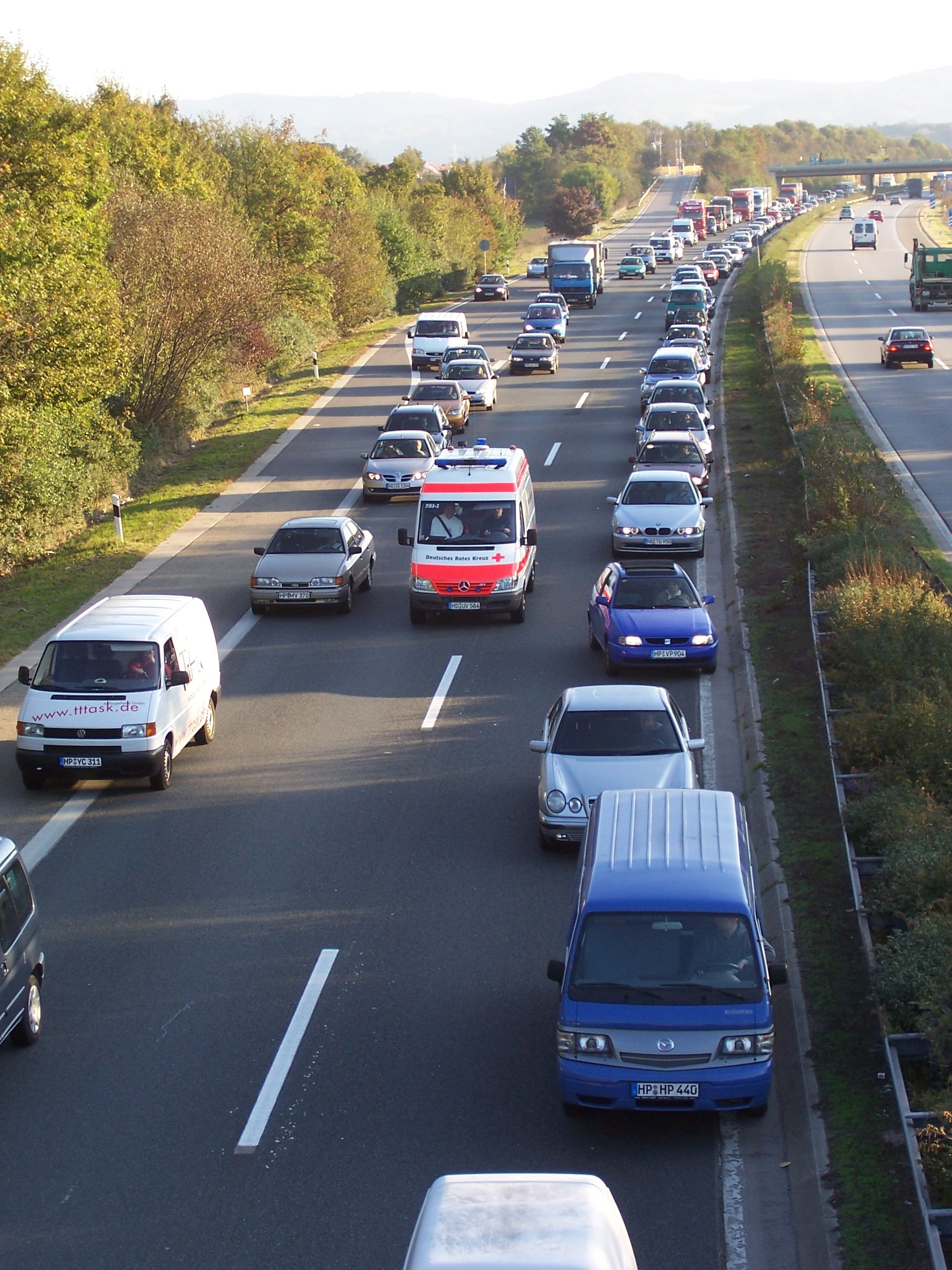
سيارة إسعاف تسير على طول حارة الطوارئ في BAB 659

حارة الطوارئ (بالألمانية: Rettungsgasse)‏ مصطلح مستعمل في الدول الناطقة بالألمانية يعني المسار الذي يُفسحه مستخدمو الطريق لسيارات الطوارئ والنجدة في حالة حدوث ازدحام مروري أو تقدّم حركة المرور بخطى بطيئة على الطرق متعددة المسارات ذات اتجاه واحد. يجب أن تكون الحارة المكوّنة بذلك عند كل ازدحام مروري عريضة بدرجة كافية لعبور سيارات الإطفاء الكبيرة، والعربات الجبلية، أو - حسب الطقس - سيارات دفع الثلوج - بغض النظر عن تواجد سيارات الطوارئ هذه أو قربها من مكان الازدحام. إذا كان هناك أكثر من مسارين (في ألمانيا والنمسا) ، فيجب تشكيل حارة الطوارئ بين أقصى اليسار والحارة المجاورة لها.

## النجاعة
يمكن أن تنقذ حارة الطوارئ الأرواح في الحوادث الخطيرة حيث أن سرعة وصول خدمات الطوارئ إلى مكان الحادث تزيد من فرص نجاة الشخص المصاب. تقول المنشورات المتخصصة في هذا الموضوع أن وصول أعوان الإنقاذ أسرع بأربع دقائق يمكن أن يزيد من فرصة النجاة بما يصل إلى 40 ٪. بالإضافة إلى ذلك ، كلما عجّلت خدمات الطوارئ بوصولها إلى الموقع زادت سرعة إخلاء موقع الحادث وبالتالي إجلاء الازدحام وعودة المرور إلى جالته الطبيعية.

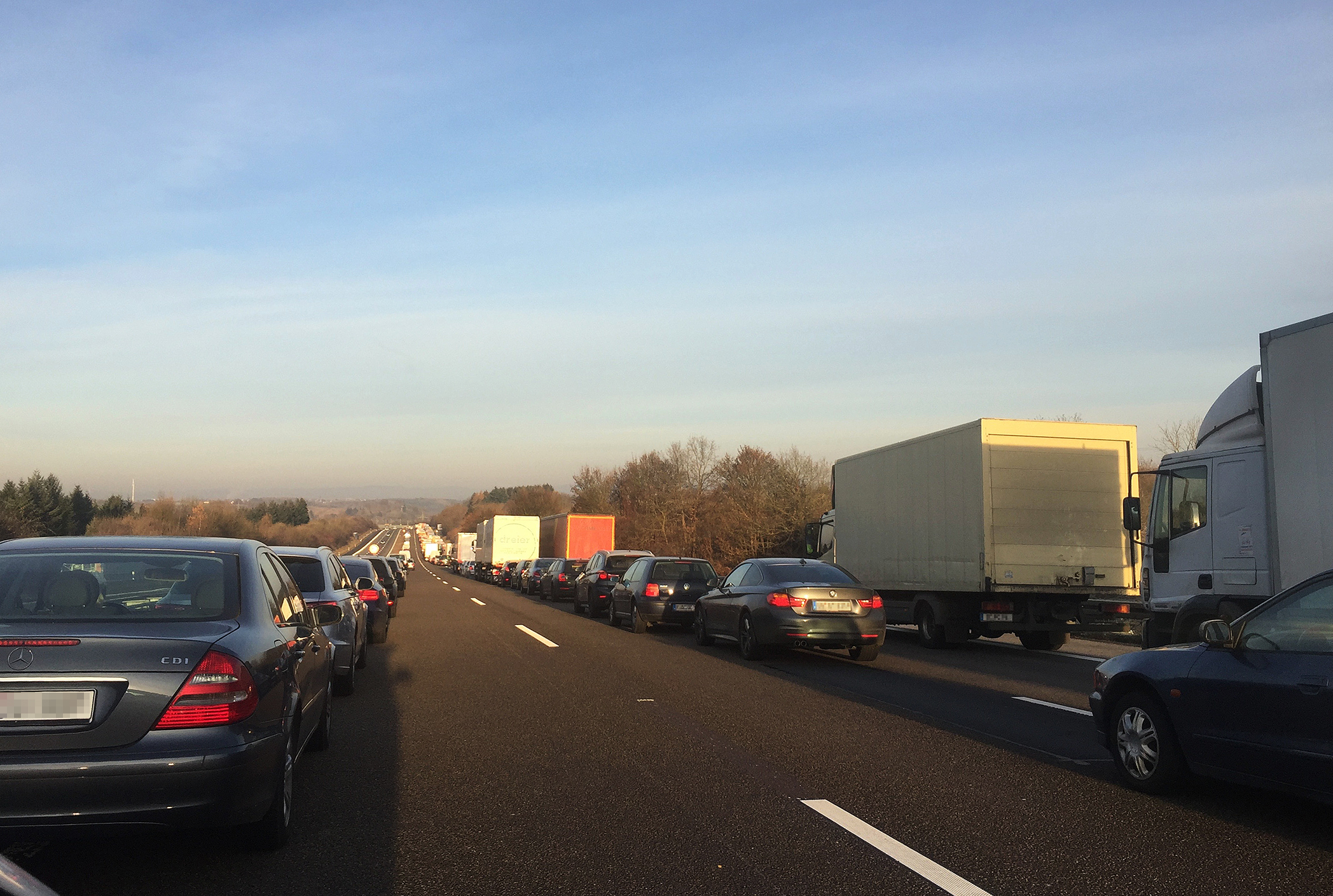
حارة طوارئ نموذجية

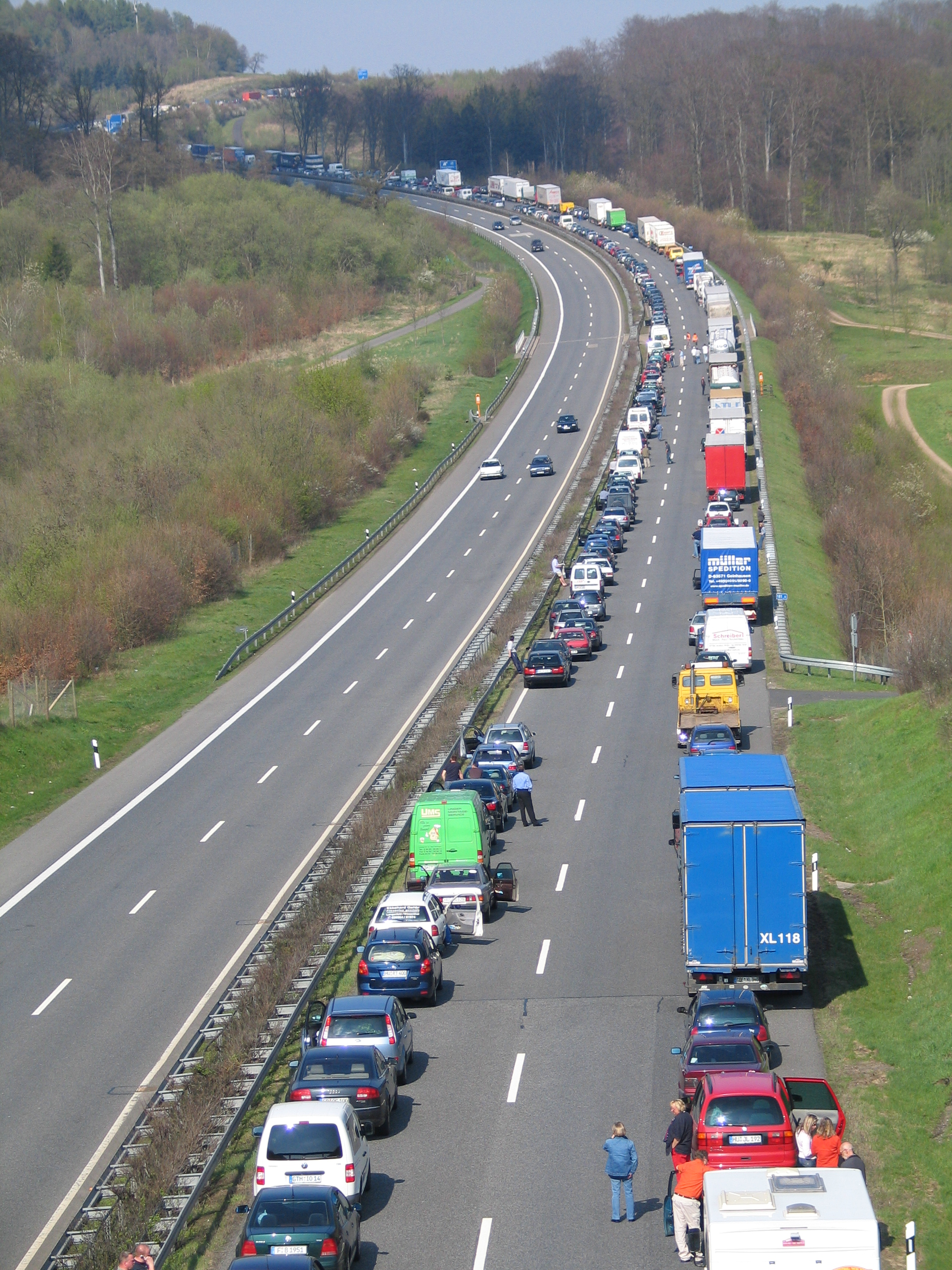
حارة طوارئ بين حارتين في BAB 66 مع الاستخدام الاستثنائي لجانب (كتف) الطريق ، وبوجود تعطيلات من أبواب المركبات المفتوحة ومشاة في حارة الطوارئ